# 発注書

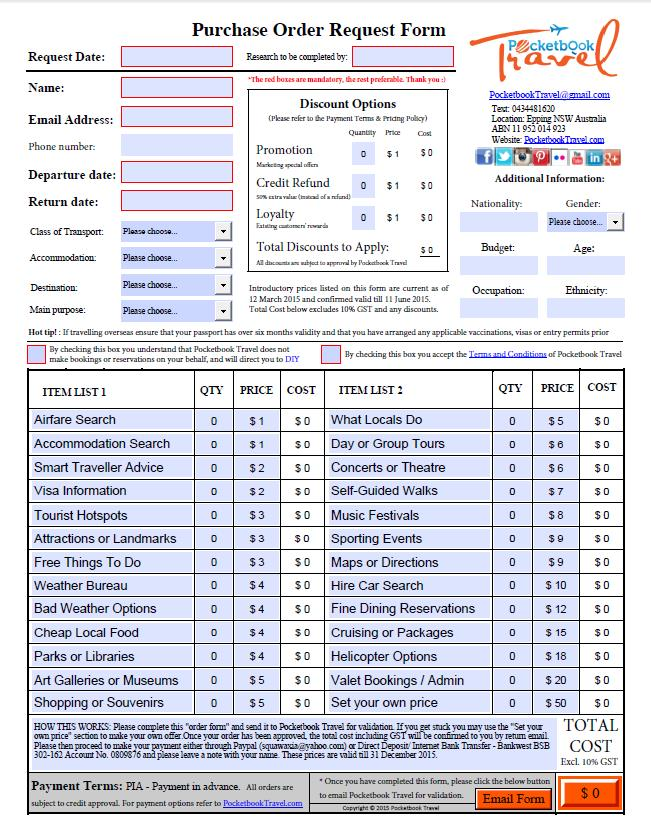
旅行会社からの発注リクエストの例。

発注書 (はっちゅうしょ、英: purchase order、PO) または注文書 (ちゅうもんしょ)は、商品やサービスの種類、数量、合意された価格を示す、購入者が販売者に発注の意思を示すために発行する文書。証憑書類の一種である。
発注書は、外部サプライヤーからの製品やサービスの購入を管理するために使用される。 発注書は、ERPシステムにおける注文機能で重要な役割を果たす。

発注書を発行するだけでは契約は成立しない。購買基本契約などの事前の契約が存在しない場合、販売者が発注を受領することで、購入者と販売者の間の契約が成立する。発注の受諾時に、販売者は発注請書/注文請書などの書類を発行することがある。

## 概要
企業はいくつかの理由で発注書を使用する。発注書により、購買者は販売者に発注の意図と内容を明確かつ明示的に伝えることができる。また、販売代理店が受注項目と保留中の注文を管理する際にも利用する。購買者が商品やサービスの支払いを拒否した場合、販売者は発注書の存在によって販売の証拠とすることができ、保護される。 
発注書を使用することで、購入プロセスを標準的な手順に合理化することができる。金融機関は、顧客からの発注書に基づいて販売者への資金援助を提供する場合がある。 
発注書の目的は、資材の調達、サービスの調達、外部リソースを使用した顧客の要求への対応、または内部ソースからのプラントで必要な資材の調達（長距離プラント内在庫転送）などである。また、交渉条件を最大限に活用したり、既存の輸送能力を最適に活用し、1回限りの調達取引を行い、購入を最適化することもできる。 
発注書の作成は、通常、 ERPシステムでの購入から支払いまでのプロセスの最初のステップである。発注書にはSKUコードが必要な場合がある。

## 法律
通常の発注書は契約書の体裁になっていないことが多い。実際、ほとんどの発注書には、購入者が購入を希望する商品やサービスの一覧、価格、支払い条件、配送手順しか書かれていない。しかし、法律上は発注書は特別に考慮される。
日本では、下請法が適用されるときには、親会社 (発注側) は所定の内容を記載した発注書を発行する義務が生じる。
アメリカ合衆国では発注書は統一商事法典などの法律によって規定されており、発注書を契約としてみなす。
発注書の受諾時に、契約の特定のまたは追加の法的条件を確立する販売条件などの法的文書を添付することが一般的に行われる。

## 書式

### 電子発注書
多くの発注書は紙ベースではなく、インターネットを介して電子的に送信される。電子発注書は、あらゆる種類の商品やサービスをオンラインで購入するために一般的に使用されている。

### 紙の発注書
多くの企業では、まだ紙の発注書を使っており、適切な発注書の書式を利用する。発注書の書式は、購入内容や基本的な要件を理解できるものである必要があり、ビジネス文書として扱われる。適切な発注書書式の利用により、トランザクションを記録しながらプロセスが簡単になり、顧客に良い印象を与えることができる。 

### 発注書の申請
発注書の申請 (purchase order request) は、在庫を含む購入した商品やサービスを取得するために社内で申請される文書である。申請は購買部門や上司に、必要な商品やサービスの内容、数量、購入元、関連する費用を正確に伝える文書である。
発注申請書（purchase requisition form、PRF）は、具体的な承認のフォームとして商品を購入する前に記入される。発注申請書は、コンピュータベースのシステムを持たない中小企業でよく使用される。発注申請情報の取得を簡単にできるコンピューター（Webベースのソリューションを含む）システムが市場で購入可能である。発注書の申請は、経営情報システムを介して購買部門に渡すこともできる。
発注申請書システムでは、購入が行われる前に個人に年間予算と残りの予算を認識させるために、予算と購入金額の両方が表示されることがある。このようなシステムは、商品やサービスが上司の同意を得て購入され、十分な予算が利用可能であることを保証する。